# Vermiglio (Film)
Vermiglio (internationaler englischsprachiger Titel Vermiglio, the Mountain Bride, auch Vermiglio o la sposa di montagna) ist ein Filmdrama von Maura Delpero. Der Film, der in dem gleichnamigen italienischen Bergdorf im Trentino spielt, feierte Anfang September 2024 bei den Internationalen Filmfestspielen von Venedig seine Premiere, wo er im Wettbewerb für den Goldenen Löwen gezeigt wurde. Ebenfalls im September 2024 kam der Film in die italienischen Kinos. Eine erste Vorstellung in Belgien erfolgte im Oktober 2024 beim Film Fest Gent. Der Kinostart in Frankreich war im März 2025, in Deutschland Ende Juli 2025. Vermiglio wurde von Italien als Beitrag für die Oscarverleihung 2025 als bester Internationaler Film eingereicht.

## Handlung

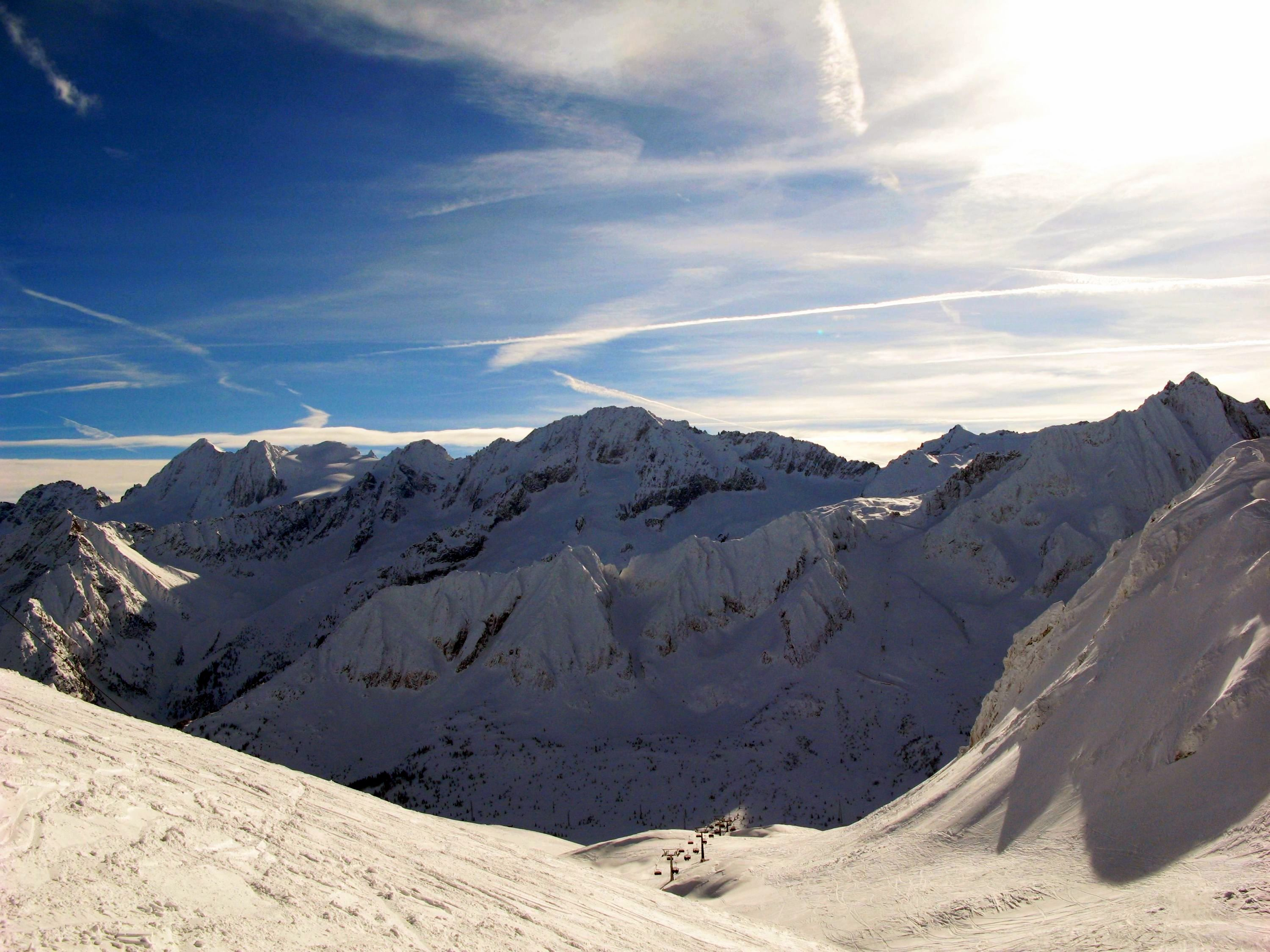
Vermiglio liegt am Passo del Tonale

ln Vermiglio, einem abgelegenen Dorf im Trentino, lebt die kinderreiche Familie des Lehrers Graziadei in sehr einfachen, armen Verhältnissen, aber im Einklang mit der schönen, urtümlichen Umgebung der Ostalpen. Die drei Schwestern Lucia (etwa 18 Jahre alt), Ada, etwa 16, und Flavia, etwa 13 Jahre, teilen sich das Bett und vertrauen sich ihre geheimen Wünsche und Sorgen an. Als 1944, im letzten Jahr des Zweiten Weltkriegs, zwei sizilianische Deserteure auftauchen, werden sie vom Lehrer in einem Heuschober versteckt. Lucia verliebt sich in den schweigsamen Pietro, wird von ihm schwanger und möchte ihn heiraten. Pietro willigt ein, hält um ihre Hand an und die Hochzeit findet statt. Dann aber erreicht das Dorf die Nachricht vom Kriegsende und die Familie drängt Pietro, nach Sizilien zu fahren, um seiner Mutter mitzuteilen, dass er gesund überlebt hat. Pietro verspricht der schwangeren Lucia, so bald wie möglich zurückzukehren. Doch es kommt wochenlang keine Nachricht von Pietro, bis die Familie Graziadei durch einen Zeitungsbericht erfährt, dass Pietro schon mit einer Sizilianerin verheiratet war und diese ihn erschossen habe, um ihre Ehre wiederherzustellen.
Die völlig verstörte Lucia verfällt in einen Zustand der Verzweiflung und tiefer Teilnahmslosigkeit, bringt aber das Kind von Pietro gesund zur Welt. Allerdings lehnt sie das Kind ab und will Suizid begehen, von dem sie aber ihr Bruder Dino abhalten kann. Nachdem sie wieder neuen Lebensmut geschöpft hat, reist sie nach Sizilien, wo sie Pietros erste Frau mit deren Sohn sieht, mit der sie aber nur Blicke tauscht, und Pietros Grab besucht. Als sie nach Vermiglio zurückgekehrt ist, besucht sie ihr Kind im Waisenhaus, das dort von ihrer Schwester Ada betreut wird, die Nonne geworden ist. Sie freut sich zum ersten Mal über ihr Kind und verspricht ihm, dass sie es zu sich nehmen werde, sobald dies möglich ist. Dann erfährt der Zuschauer, dass sie in die Stadt gehen will, um sich als Hausmädchen in einer wohlhabenden Familie zu verdingen.

## Produktion

### Regie und Drehbuch
Regie führte Maura Delpero, die auch das Drehbuch schrieb. Es handelt sich um den zweiten Spielfilm der italienischen Filmemacherin. Vermiglio ist von Delperos eigener Familiengeschichte inspiriert und greift Geschehnisse aus dem Leben ihres Vaters auf, der in Südtirol lebte. Ihr Großvater war des Weiteren, wie der Vater im Film, der Dorflehrer. „Als mein Vater im Jahr 2019 starb, kam in mir die Erinnerung an Geschehnisse auf, von denen ich aus Erzählungen wusste“, erklärte Delpero. Sie habe nicht gewollt, dass dieser Teil der Historie verlorengeht, und hatte zu recherchieren begonnen.

### Besetzung und Dreharbeiten

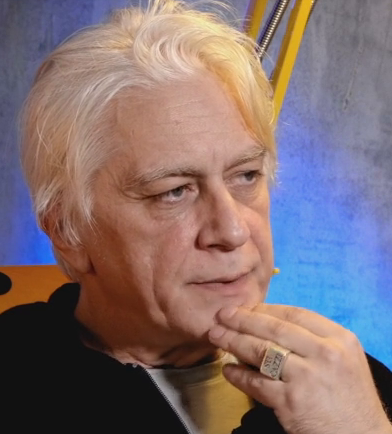
Tommaso Ragno spielt den Vater Cesare

Die Hauptrollen besetzte sie mit Tommaso Ragno, Carlotta Gamba, Sara Serraiocco, Martina Scrinzi und Giuseppe De Domenico. Ragno spielt den Vater Cesare, Roberta Rovelli die Mutter Adele, Scrinzi spielt die älteste Tochter Lucia und De Domenico den sizilianischen Deserteur Pietro, in den sie sich verliebt. Gamba spielt die Nachbarin Virginia. Ragno ist bekannt für eine Hauptrolle in Glücklich wie Lazzaro von Alice Rohrwacher und Gamba für diese in Gloria! von Margherita Vicario. Serraiocco, einer der European Shooting Stars 2016, war zuvor in Filmen wie Der Unbarmherzige und Il signore delle formiche und der Fernsehserie Counterpart zu sehen. Patrick Gardner spielt den ältesten Sohn Dino, Anna Thaler und Rachele Potrich die Schwestern Flavia und Ada und Orietta Notari die Tante väterlicherseits.

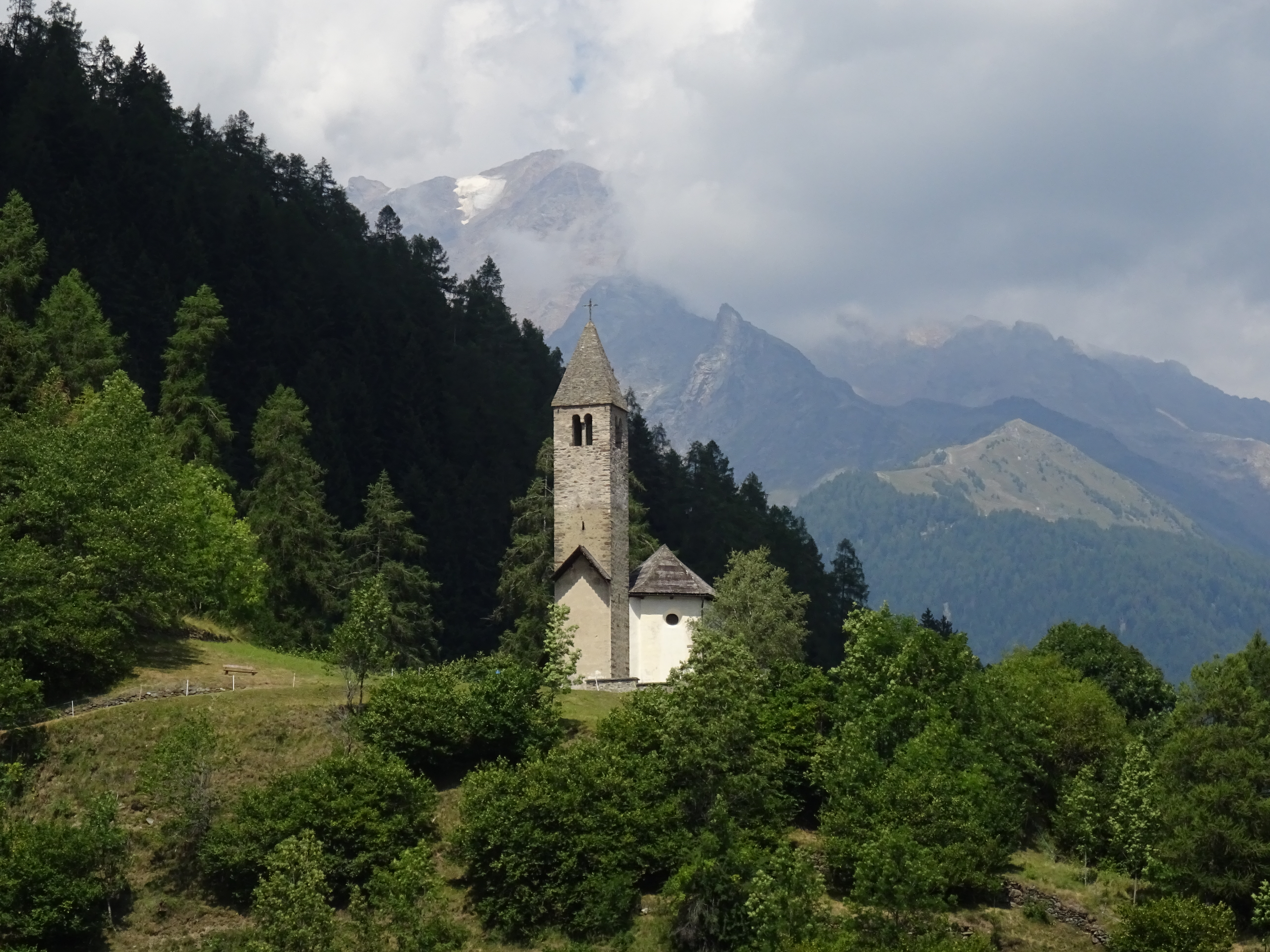
Als Dorfkirche diente im Film die Kirche Santa Lucia in Comasine bei Peio

Die Dreharbeiten fanden in der Region Trentino-Südtirol im Norden Italiens statt und wurden im Dezember 2023 beendet. Neben Vermiglio, Comasine bei Peio und dem Tonalepass, alle im Trentino gelegen, zählte das ehemalige Pilgerhospiz St. Florian bei Laag in der Südtiroler Gemeinde Neumarkt zu den Drehorten. Der Arbeitstitel war The Mountain Bride. Kameramann Michail Kritschman war zuletzt für  Filme wie Fräulein Julie von Liv Ullmann, Ein verborgenes Leben – The Secret Scripture von Jim Sheridan und The End von Joshua Oppenheimer tätig.

### Postproduktion
Die Musik zum Film schuf der aus Trient stammende Komponist Matteo Franceschini.

### Marketing und Veröffentlichung
Ein erster Teaser wurde Ende August 2024 vorgestellt. Der Film feierte am 2. September 2024 bei den Internationalen Filmfestspielen von Venedig seine Premiere, wo er im Wettbewerb gezeigt wurde. Im Nachgang sicherte sich Sideshow and Janus Films die Rechte. Ebenfalls im September 2024 wurde er beim Toronto International Film Festival vorgestellt. Am 18. September 2024 kam Vermiglio in die italienischen Kinos. Ende September, Anfang Oktober 2024 wurde der Film beim Filmfest Hamburg vorgestellt. Im Oktober 2024 wurde der Film beim Hamptons International Film Festival, beim London Film Festival, beim Chicago International Film Festival, beim Montclair Film Festival und beim AFI Fest gezeigt. Im November 2024 wurde er beim Denver Film Festival und beim Arras Film Festival vorgestellt. Am 25. Dezember 2024 kam der Film in ausgewählte US-Kinos und startete dort am 3. Januar 2025 landesweit. Ebenfalls im Januar 2025 wurde Vermiglio beim Palm Springs International Film Festival gezeigt. Der Kinostart in Frankreich war am 19. März 2025. Am 24. Juli 2025 kam der Film in die deutschen Kinos.

## Rezeption

### Kritiken
Von den bei Rotten Tomatoes aufgeführten Kritiken sind 94 Prozent positiv bei einer durchschnittlichen Bewertung mit 7,9 von 10 möglichen Punkten. Bei Metacritic erhielt der Film einen Metascore von 85 von 100 möglichen Punkten.
Jessica Kiang bemerkt in ihrer Kritik in Variety, Gianluca Matteis Filmschnitt sei durch seine Sparsamkeit eindrucksvoll, aber auch alle anderen Aspekte, von Michail Kritschmans makellosen Kompositionen über die Kostüme von Andrea Cavalletto bis hin zur Einfachheit von Matteo Franceschinis spartanischer Klaviermusik, seien von Zurückhaltung geprägt. Dies trage zu einer faszinierenden erzählerischen Distanz bei, die durch die Klarheit der Bilder aus der Nähe Lügen gestraft werde.
Dieter Oßwald schreibt auf dem Arthaus-Portal Programmkino.de: „In der Geschichte knirscht es bisweilen im Klischee-Gebälk. Dafür sorgen die grandiosen Bilder vom kargen Alltag in den Alpen für visuelle Wow-Effekte.“

### Einsatz im Unterricht
Das Onlineportal kinofenster.de empfiehlt Vermiglio ab der Oberstufe für die Unterrichtsfächer Deutsch,  
Geschichte, Gesellschaftswissenschaften und Musik und bietet Materialien zum Film für den Unterricht. Dort heißt es, Vermiglio überzeuge als Musterbeispiel eines regional verwurzelten Kinos ohne Klischees. Die politischen Themen des Films würden sich nicht durch erklärende Dialoge erschließen, sondern durch die genaue Beobachtung von Bildern, die Aufmerksamkeit erfordern.

### Auszeichnungen
Vermiglio wurde von Italien als Beitrag für die Oscarverleihung 2025 als bester Internationaler Film eingereicht und später in eine 15 Titel umfassende Shortlist dieser Kategorie aufgenommen. Im Folgenden eine Auswahl von Nominierungen und Auszeichnungen.
Camerimage 2024
- Nominierung als Bester Film für den Goldenen Frosch[31]

Chicago International Film Festival 2024
- Auszeichnung als Bester Film im International Feature Competition mit dem Gold Hugo[32]

Cinemamed – Brussels Mediterranean Film Festival 2024
- Nominierung im Offiziellen Wettbewerb[33]

David di Donatello 2025
- Auszeichnung als Bester Film

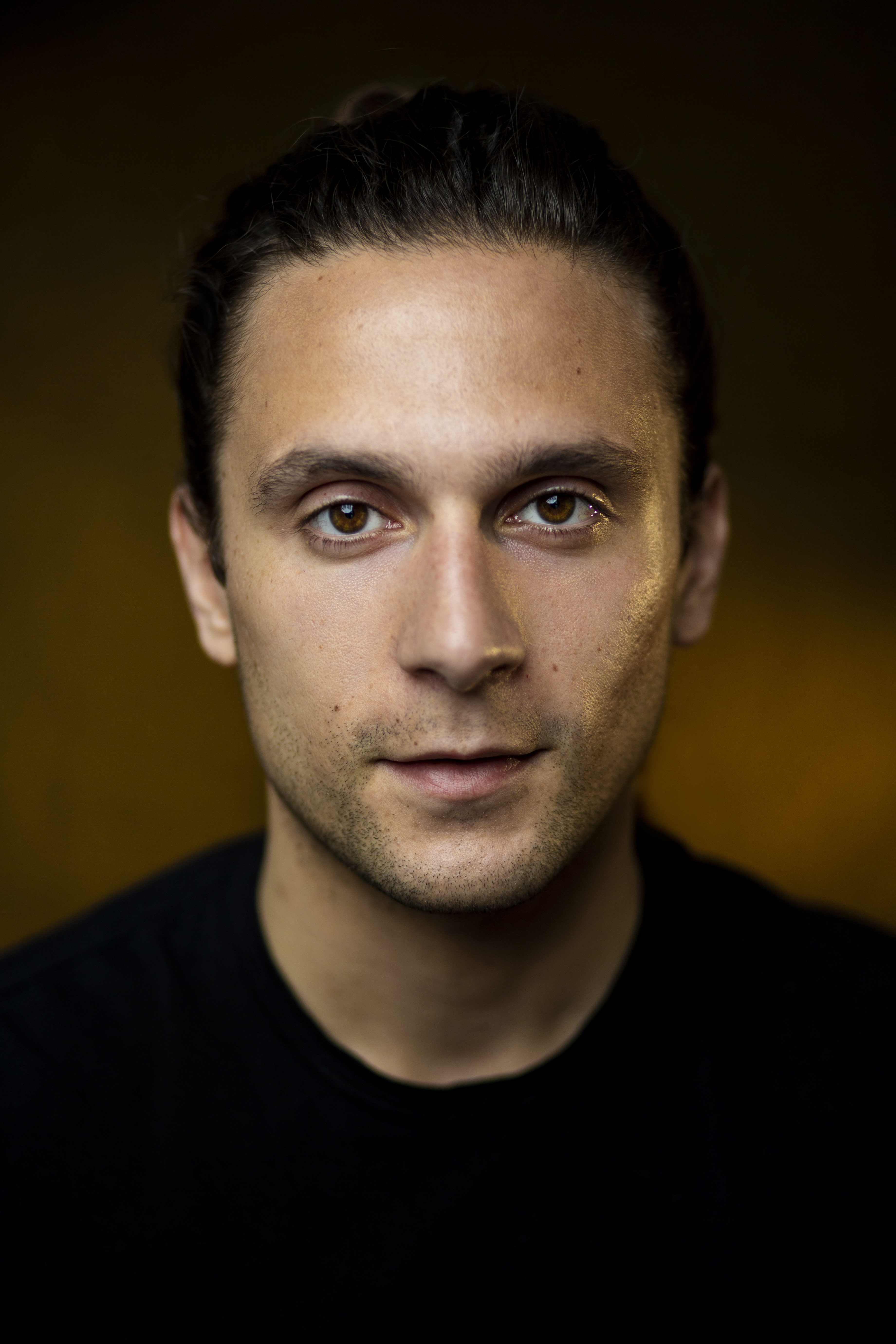
Giuseppe De Domenico spielt Pietro

- Auszeichnung für die Beste Regie (Maura Delpero)
- Auszeichnung als Beste Produzentin (Maura Delpero, neben Francesca Andreoli, Leonardo Guerra Seràgnoli und Santiago Fondevila Sancet)
- Auszeichnung für das Beste Originaldrehbuch (Maura Delpero)
- Auszeichnung für die Beste Kamera (Mikhail Krichman)
- Auszeichnung für das Beste Casting (Stefania Rodà und Maurilio Mangano)
- Auszeichnung für den Besten Ton (Dana Farzanehpour, Hervé Guyader, Hervé Guyader und Emmanuel de Boisseau)
- Nominierung für den Besten Filmschnitt (Luca Mattei)
- Nominierung für das Beste Szenenbild (Pirra und Vito Giuseppe Zito und Sara Pergher)
- Nominierung für die Besten Kostüme (Andrea Cavalletto)
- Nominierung für das Beste Make-up
- Nominierung für die Besten Frisuren (Tiziana Argiolas)[34][35]

Dorian Awards 2025
- Nominierung als Bester nicht-englischsprachiger LGBTQ-Film[36]

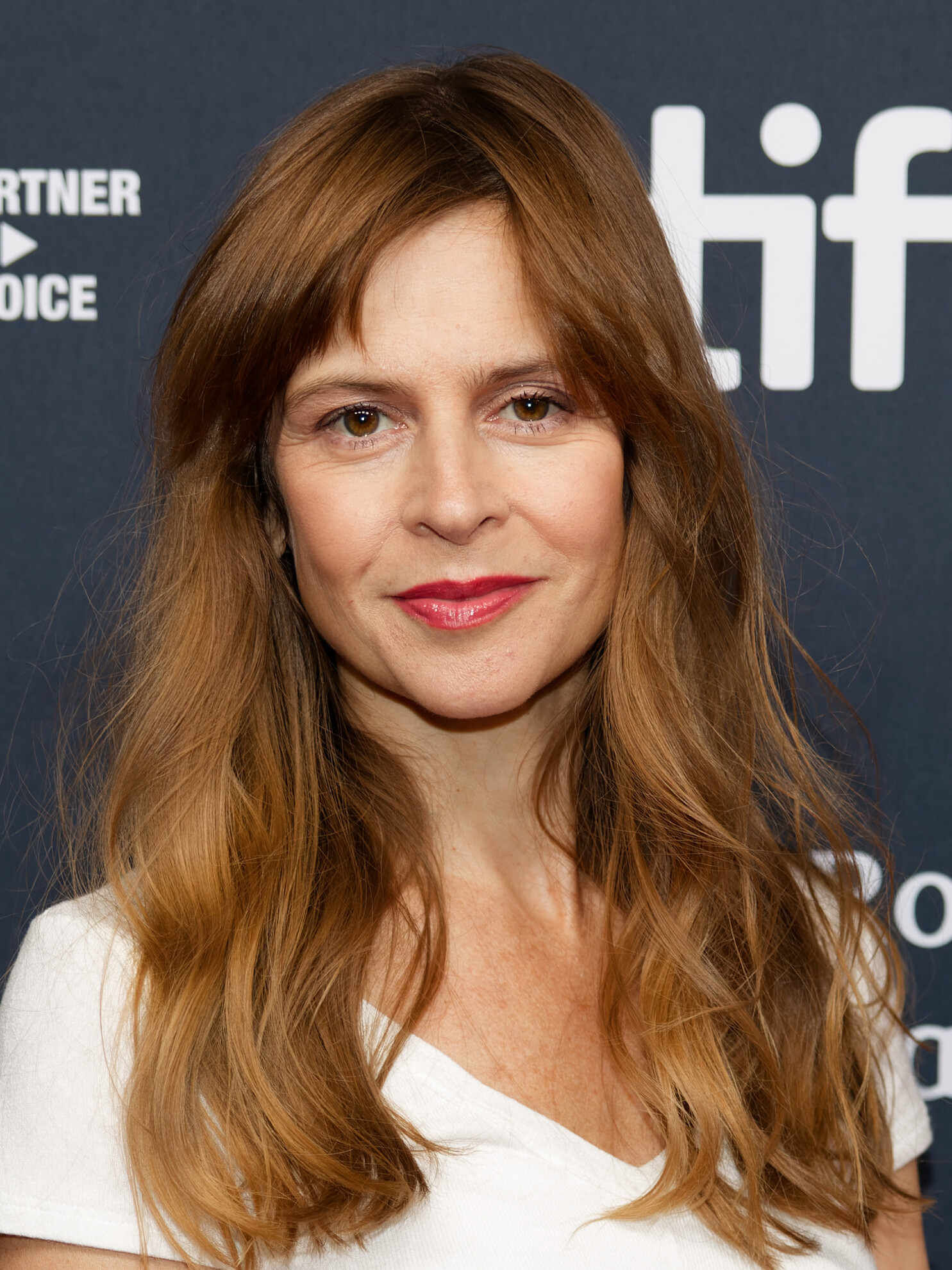
Regisseurin Maura Delpero

Dublin International Film Festival 2025
- Auszeichnung für die Beste Regie (Maura Delpero)[37]

Europäischer Filmpreis 2024
- Nominierung als Bester Film
- Nominierung für die Beste Regie (Maura Delpero)

Film Fest Gent 2024
- Nominierung im Wettbewerb[38]

Golden Globe Awards 2025
- Nominierung als Bester fremdsprachiger Film

Gotham Awards 2024
- Nominierung als Bester internationaler Film (Maura Delpero, Francesca Andreoli, Maura Delpero, Santiago Fondevila Sance und Leonardo Guerra Seràgnoli)

Hamptons International Film Festival 2024
- Nominierung im Spielfilmwettbewerb[39]

Internationale Filmfestspiele von Venedig 2024
- Auszeichnung mit dem Silbernen Löwen – Großer Preis der Jury (Maura Delpero)
- Nominierung im Wettbewerb für den Goldenen Löwen[40]

Les Arcs Film Festival 2024
- Nominierung als Bester internationaler Film[41]

Lisboa Film Festival 2024
- Auszeichnung mit dem Jury Special Award – Best Female Performance for the Actress Ensemble[42]

London Film Festival 2024
- Nominierung im Wettbewerb[43]

Tromsø International Film Festival 2025
- Nominierung im Internationalen Wettbewerb[44]

Palm Springs International Film Festival 2025
- Nominierung als Bester internationaler Spielfilm
- Auszeichnung mit dem FIPRESCI-Preis für das Beste Drehbuch –  internationaler Spielfilm[24][45]